# 朋友 〜出发之日〜
《朋友 〜出发之日〜》是日本二人组合柚子（ゆず）的第38张单曲。2013年9月18日由其所属公司Senha&Company发售。